# Michael Gspandl (Politiker)
Michael Gspandl (* 25. September 1864 in Oberstorcha, Steiermark; † 22. Jänner 1947 in Graz, Steiermark) war ein österreichischer Politiker (CSP).

## Leben
Michael Gspandl war Kaufmann, Kommerzialrat und von 20. November 1923 bis 21. Mai 1927 während der II. und III. Gesetzgebungsperiode Mitglied des Bundesrats.